# Rəhilə Hacıbababəyova

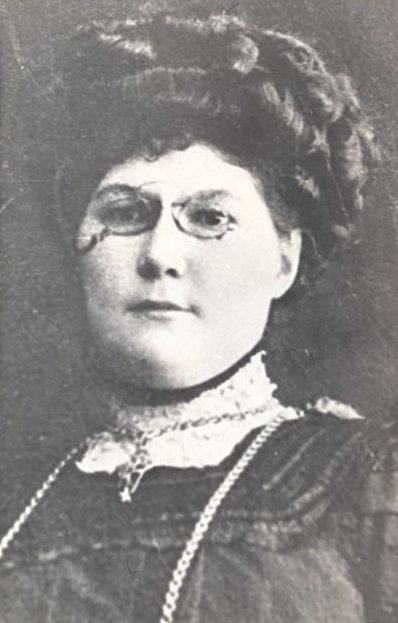
Rəhilə Hacıbababəyova

Rəhilə Hacıbababəyova (aserbaidschanisch Rəhilə Ibrahim qızı Hacıbabəyova; * in 1881 Tiflis, Gouvernement Tiflis, Russisches Kaiserreich; † 1954 in Baku, AsSSR) war eine der ersten Pädagoginnen unter den aserbaidschanischen Frauen.

## Leben
Rəhilə Hacıbababəyova wurde im August 1882 in Tiflis geboren. In Tiflis machte sie ihren Abschluss an der St. Nina Schule. Ab 1902 unterrichtete sie am Kaiserin Alexandra Russisch-Muslimischen Internat für Mädchen in Baku.
Auf Initiative von Hacıbababəyova wurde im Jahr 1910 in Baku eine zweiklassige Schule für aserbaidschanische Mädchen eröffnet. Im Jahr 1914 wurde sie in eine Grundschule umgewandelt. Hacıbababəyova war die Direktorin dieser Schule.
Im Jahr 1925 war Hacıbababəyova Mitglied des Zentralrats der Gewerkschaften der Aserbaidschanischen SSR.
Im Jahr 1927 wurde Rəhilə Hacıbababəyova zur Vertreterin des 5. Allrussischen Sowjetkongresses und des Kongresses der aserbaidschanischen Arbeiter und Bauern gewählt.
Rəhilə Hacıbababəyova starb 1954 in Baku.